# Varadarajan Mudaliar
Varadarajan Muniswami Mudaliar (Tamil: வரதராஜன் முனுசாமி முதலியார்; ook bekend als Vardhabhai; Tamil Nadu, 9 oktober 1926 – Chennai, 1989) was een Tamil onderwereldfiguur en een belangrijk maffioso uit Mumbai. Hij was het meest actief als crimineel in de jaren 70. Mudaliar was een van de bekendste onderwereldfiguren van Mumbai. Hij begon zijn carrière in de onderwereld als smokkelaar bij het Chhatrapati Shivaji Terminus in Mumbai in de jaren 60. In 1987 kwam er een film uit die was gebaseerd op zijn leven, genaamd Nayagan (Tamil voor held).
Mudaliar overleed in 1989 in Chennai aan een hartinfarct.